# Philipp Held (Maueropfer)

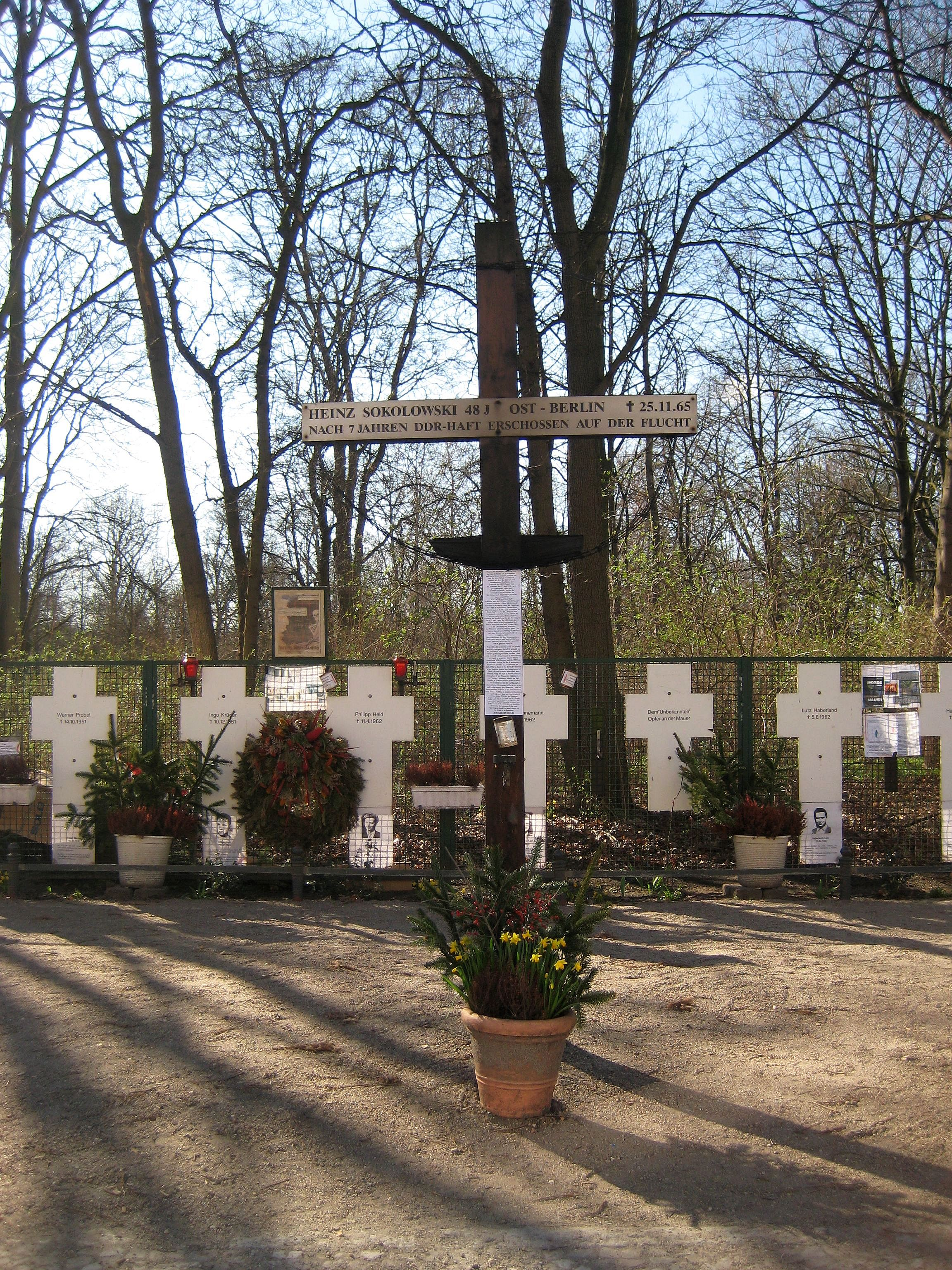
Gedenkstätte Weiße Kreuze gegenüber der Südseite des Reichstags. Philipp Held ist das dritte von links gewidmet

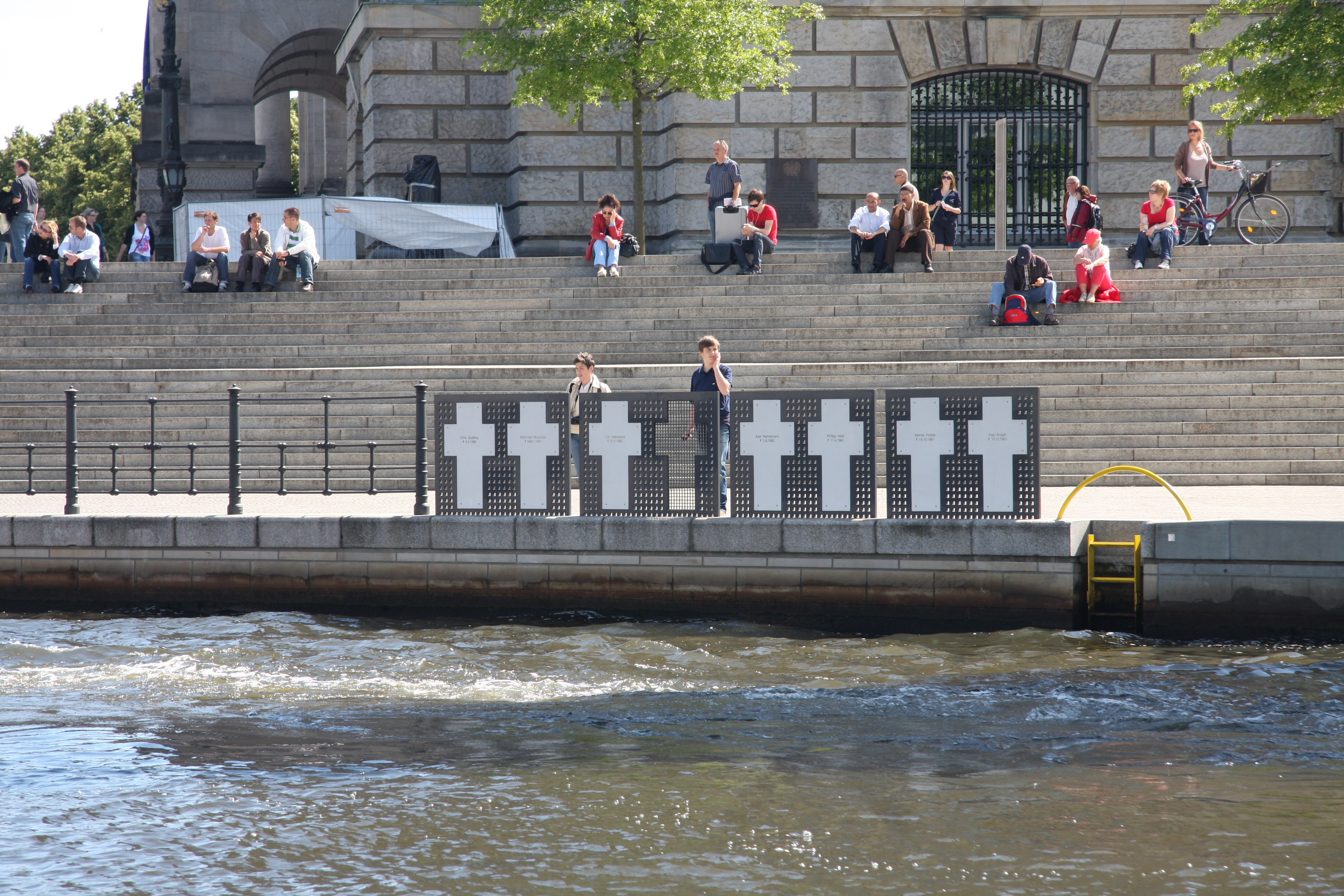
Die Uferseite der Gedenkstätte Weiße Kreuze. Philipp Held ist das dritte Kreuz von rechts gewidmet

Philipp Held (* 2. Mai 1942 in Worms; † April 1962 in Berlin) war ein Todesopfer an der Berliner Mauer. Er ertrank bei der Flucht in der Spree zwischen Berlin-Friedrichshain und Kreuzberg.

## Leben
Philipp Held wuchs in Worms bei seinen Eltern auf. Sein Vater verstarb 1955 bei einem Autounfall. Held absolvierte eine Lehre zum Elektriker und begann ein Studium. Mit 19 Jahren lernte er die 16-jährige Bärbel W. kennen, die 1956 mit ihrer Mutter aus der DDR in den Westen gekommen war. Wegen des Mädchens kam es zum Bruch mit seiner Mutter. Held und Bärbel W. beschlossen, in die DDR zu gehen. Im September 1961 passierten sie die innerdeutsche Grenze. Nach der Aufnahme in die DDR ließen sie sich in Eberswalde nieder, wo Bärbels Vater lebte.
In der DDR fühlte sich das junge Paar nicht wohl und bemühte sich um eine Ausreisegenehmigung. Als 1962 die allgemeine Wehrpflicht in der DDR eingeführt wurde, rechnete Held mit einer baldigen Einberufung zur Nationalen Volksarmee. In einem letzten Brief an seine Mutter deutete Held an, eine Flucht zu planen. Bärbel W. wusste ebenfalls von seinem Plan. Am 8. April 1962 verschwand Philipp Held.
Angehörige der Grenztruppen der DDR fanden seine Leiche am 22. April 1962 gegen 18 Uhr an der Schillingbrücke in einer Unterwassersperre verfangen. Philipp Held hatte seine Ausweispapiere in einen Zellophanbeutel gepackt. Dies werteten die Grenzer als Indiz für einen fehlgeschlagenen Grenzdurchbruch. Vermutlich ertrank Held beim Versuch, durch den Osthafen nach West-Berlin zu schwimmen. Eine Untersuchung des Leichnams ergab einen ungefähren Todeszeitpunkt zehn Tage vor dem Fund.
Die Staatsanwaltschaft Ost-Berlins unterrichtete Helds Mutter mehrere Tage nach dem Leichenfund von seinem Tod und später von der Verbrennung des Leichnams. Die Mutter wendete sich an die westdeutschen Medien, da sie den Angaben nicht glaubte. Die Bild-Zeitung berichtete am 5. Mai 1962: „es gäbe kaum noch Zweifel, dass Philipp Held "von Ulbrichts Grenzwächtern ermordet wurde."“ In Westdeutschland hält sich das Gerücht, dass Philipp Held erschossen wurde. Eine Überprüfung nach der Wiedervereinigung konnte dafür keine Anhaltspunkte finden und geht von einem Unfalltod aus.
Ein zur Spree gerichtetes Kreuz der Gedenkstätte Weiße Kreuze am Reichstagsufer erinnert an Philipp Held.